# Chrysosplenium
Chrysosplenium es un género con 193 especies de plantas de flores de la familia Saxifragaceae. Son nativas de las regiones templadas del Hemisferio Norte y también de Sudamérica, la mayor variedad de especies en el este de Asia.
Son plantas herbáceas perennes que alcanzan los 20 cm de altura que crecen en lugares húmedos y sombreados de los bosques. Las hojas son redondeadas con venas palmeadas márgenes lobulados, se disponen alternas o opuestas, dependiendo de las especies. Las flores son pequeñas de color amarillo o amarillo-verdoso con cuatro pétalos que se producen en conjuntos terminales. La mayoría florece en la primavera temprana cuando obtienen más claridad bajo los árboles caducos.

## Especies seleccionadas
- Chrysosplenium absconditicapsulum
- Chrysosplenium alpinum
- Chrysosplenium alternifolium L. - hepática dorada, saxífraga dorada.[1]
- Chrysosplenium americanum
- Chrysosplenium axillare
- Chrysosplenium biondianum
- Chrysosplenium carnosum
- Chrysosplenium cavaleriei
- Chrysosplenium chinense
- Chrysosplenium davidianum
- Chrysosplenium delavayi
- Chrysosplenium dubium
- Chrysosplenium flagelliferum
- Chrysosplenium forrestii
- Chrysosplenium fuscopuncticulosum
- Chrysosplenium giraldianum
- Chrysosplenium glechomifolium
- Chrysosplenium glossophyllum
- Chrysosplenium griffithii
- Chrysosplenium hebetatum
- Chrysosplenium hydrocotylifolium
- Chrysosplenium iowense
- Chrysosplenium japonicum
- Chrysosplenium jienningense
- Chrysosplenium lanuginosum
- Chrysosplenium lectus-cochleae
- Chrysosplenium lixianense
- Chrysosplenium macranthum
- Chrysosplenium macrophyllum
- Chrysosplenium microspermum
- Chrysosplenium nepalense
- Chrysosplenium nudicaule
- Chrysosplenium oppositifolium L. - hepática dorada, saxífraga dorada.[1]
- Chrysosplenium oxygraphoides
- Chrysosplenium pilosum
- Chrysosplenium qinlingense
- Chrysosplenium ramosum
- Chrysosplenium serreanum
- Chrysosplenium sikangense
- Chrysosplenium sinicum
- Chrysosplenium taibaishanense
- Chrysosplenium tenellum
- Chrysosplenium trichospermum
- Chrysosplenium tetrandrum
- Chrysosplenium uniflorum
- Chrysosplenium valdivicum
- Chrysosplenium wrightii
- Chrysosplenium wuwenchenii